# Не остављајте ме самог док химна свира
"Не остављајте ме самог док химна свира" је име представе Индексовог позоришта из 1991. године.

## Улоге
- - Драгољуб Љубичић Мићко, као Злоба Шиљошевић и Тито
  - Слободан Бићанин као Курјак Рашковић
  - Срђан Пешић као Срањо Буђман
  - Бранислав Петрушевић као Џибрахим Ругоба
  - Ранко Горановић као Данте Чмарковћ
  - Милан Пантелић

- Сценарио: Саша Ковачевић

- Режија: Станко Црнобрња